# هيو الكسندر
هيو الكسندر (بالإنجليزية: Hugh Alexander)‏ هو لاعب كرة قاعدة أمريكي، ولد في 10 يوليو 1917 في بوفالو في الولايات المتحدة، وتوفي في 25 نوفمبر 2000 في بيثاني في الولايات المتحدة.

## وصلات خارجية
- هيو الكسندر على موقعبيزبول رفرنس.كوم (الدوري الرئيسي) (الإنجليزية)